# Prater-Zahl
Die Prater-Zahl βPr ist eine dimensionslose Kennzahl der chemischen Reaktionstechnik. Sie beschreibt in der heterogenen Katalyse innere Wärmetransportvorgänge und beschreibt das Verhältnis von produzierter Wärme durch eine Reaktion zur Wärmeabfuhr im Pellet. Sie ist definiert als:
{\displaystyle {\mathit {\beta _{\mathrm {Pr} }}}={\frac {c_{\mathrm {s} }\cdot D_{\mathrm {e} }\cdot (-\Delta H_{\mathrm {R} })}{\lambda _{\mathrm {e} }\cdot T_{\mathrm {S} }}}}
mit:
- λe = effektive Wärmeleitfähigkeit
- De = effektiver Diffusionskoeffizient
- -ΔHR = Reaktionsenthalpie
- cs = Konzentration an der äußeren Katalysatoroberfläche
- Ts = Temperatur an der äußeren Katalysatoroberfläche

Ist die Prater-Zahl β gleich 0, so arbeitet der Katalysator isotherm. Bei einer Prater-Zahl größer Null kann der Katalysatorwirkungsgrad η größer eins werden als Folge der Temperaturerhöhung im Inneren des Pellets. In diesem Fall ist die Reaktionsgeschwindigkeit im Katalysatorinneren höher als an der Katalysatoroberfläche.